# Какабадзе Давид Несторович
Давид Несторович Какабадзе (груз. დავით ნესტორის ძე კაკაბაძე; 8 (20) серпня 1889, село Кухі поблизу Хоні — 10 травня 1952, Тбілісі, Грузинська РСР) — грузинський живописець, брат художника Саргиса Какабадзе.

## Біографія
Навчався в Кутаїській класичній гімназії.
З 1910 по 1915 навчався живопису в Санкт-Петербурзі у Л. Є. Дмитрієва-Кавказького. В 1914 разом з П. М. Філоновим та іншими видав перший маніфест аналітичного мистецтва «Інтимна майстерня живописців і малювальників „Зроблені картини“».
З 1919 по 1927 жив у Франції.
З 1928 по 1948 викладав в Тбіліській академії мистецтв, де вів клас декораційного мистецтва. Серед його учнів театральний художник Кукуладзе Карл Ноевич. Як театральний художник співпрацював з видатним режисером К. О. Марджанішвілі в час, коли Марджанішвілі створював в Кутаїсі театр (який пізніше був переведений в Тбілісі і якому було присвоєно ім'я Марджанішвілі). Став першим художником театру імені К. Марджанішвілі.
Серед інших художників був запрошений до розпису театру імені Шота Руставелі.